# Lejonörn

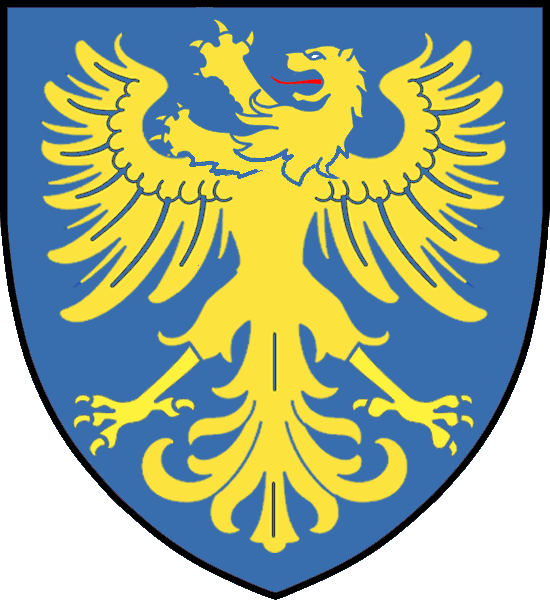
Lejonörn.

En lejonörn är inom heraldiken en kombination av ett gående lejon och en så kallad fläkt örn, vanligen med lejonets huvud och överkropp, och örnens  underkropp med utbredda vingar och liljestjärt, vänd åt heraldiskt höger (vänster för åskådaren). 
Lejonörn förekommer i vapen för svenska medeltida frälseätter som Aspenäsätten och Fånöätten.